# سوني تيري
سوني تيري (بالإنجليزية: Sonny Terry) هو مغني أمريكي، ولد في 24 أكتوبر 1911 في غرينسبورو في الولايات المتحدة، وتوفي في 11 مارس 1986 في مينيولا في الولايات المتحدة.

## وصلات خارجية
- سوني تيري على موقع IMDb (الإنجليزية)
- سوني تيري على موقع الموسوعة البريطانية (الإنجليزية)
- سوني تيري على موقع ألو سيني (الفرنسية)
- سوني تيري على موقع ميوزك برينز (الإنجليزية)
- سوني تيري على موقع أول موفي (الإنجليزية)
- سوني تيري على موقع قاعدة بيانات برودواي على الإنترنت (الإنجليزية)
- سوني تيري على موقع قاعدة بيانات الأفلام السويدية (السويدية)
- سوني تيري على موقع أول ميوزيك (الإنجليزية)
- سوني تيري على موقع ديسكوغز (الإنجليزية)
- سوني تيري على موقع قاعدة بيانات الفيلم (الإنجليزية)